# Ty Glas (stacja kolejowa)
Ty Glas (ang. Ty Glas railway station, wal. Tŷ Glas) – stacja kolejowa w Cardiff, w Walii. Obsługuje obszar przemysłowy Llanishen i Heath. Znajduje się na Coryton Line, 6 km od Cardiff Central. Ty Glas jest około ćwierć mili (400 metrów) od następnej stacji Birchgrove. 
Usługi pasażerskie świadczone są przez Arriva Trains Wales w ramach sieci Valleys & Cardiff Local Routes.

## Połączenia
Od poniedziałku do soboty w czasie dnia istnieje połączenie co pół godziny do Cardiff Central i dalej do Radyr na Cardiff City Line i do Coryton w kierunku północnym. Wieczorami połączenie to jest utrzymywane z częstotliwością jeden pociąg na godzinę w każdym kierunku. W niedzielę pociągi nie kursują.

## Linie kolejowe
- Coryton Line